# Obercunnersdorf
Obercunnersdorf – dzielnica gminy Kottmar w Niemczech, w kraju związkowym Saksonia, w powiecie Görlitz. Do 29 lutego 2012 należała do okręgu administracyjnego Drezno. Do 31 grudnia 2012 samodzielna gmina i siedziba wspólnoty administracyjnej Obercunnersdorf.

## Współpraca
Miejscowości partnerskie:
- Deggingen, Badenia-Wirtembergia
- Świerzawa, Polska